# Brachytrita cervinaria
Brachytrita cervinaria är en fjärilsart som beskrevs av Swinhoe 1904. Brachytrita cervinaria ingår i släktet Brachytrita och familjen mätare. Inga underarter finns listade i Catalogue of Life.